# جيري مالون
جيري مالون (بالإنجليزية: Gerry Malone)‏ هو سياسي بريطاني، ولد في 21 يوليو 1950 في غلاسكو في المملكة المتحدة. حزبياً، نشط في حزب المحافظين. في الانتخابات العمومية للمملكة المتحدة 1983 ‏، انتخب عضو البرلمان التاسع والأربعون للمملكة المتحدة عن دائرة أبردين الجنوبية خلال فترته النيابية ‏ (9 يونيو 1983 – 18 مايو 1987) وفي الانتخابات العامة في المملكة المتحدة 1992 ‏، انتخب عضو البرلمان الحادي والخمسون للمملكة المتحدة عن دائرة وينتشستر خلال فترته النيابية ‏ (9 أبريل 1992 – 8 أبريل 1997).